# البطولة الوطنية للرأس الأخضر 2003
البطولة الوطنية للرأس الأخضر 2003 (بالبرتغالية: Campeonato Cabo-Verdiano de Futebol de 2003) هو الموسم 24 من البطولة الوطنية للرأس الأخضر. كان عدد الأندية المشاركة فيه 11، وفاز فيه Académico do Aeroporto ‏.